# Trabazos
Trabazos község Spanyolországban,  Zamora tartományban. Trabazos Figueruela de Arriba, Viñas, Rábano de Aliste, Bragança és Vimioso községekkel határos. Lakosainak száma 838 fő (2024).

## Népesség
A település népessége az utóbbi években az alábbiak szerint változott:
| Lakosok száma | 952  | 927  | 1023 | 1000 | 1012 | 984  | 913  | 878  | 855  | 838  |
|               | 2001 | 2004 | 2007 | 2009 | 2012 | 2014 | 2017 | 2019 | 2022 | 2024 |